# Albumy numer jeden w roku 2001 (Węgry)
Rok 2001 był dwunastym, w którym funkcjonowała lista najlepiej sprzedających się albumów na Węgrzech, Top 40 album- és válogatáslemez-lista.

## Historia notowania
| Data publikacji | Album                      | Wykonawca                 | Źródło |
| --------------- | -------------------------- | ------------------------- | ------ |
| 1 stycznia      | Karácsony Jimmyvel         | Jimmy Zámbó               | [ 1 ]  |
| 8 stycznia      | Karácsony Jimmyvel         | Jimmy Zámbó               | [ 2 ]  |
| 15 stycznia     | Karácsony Jimmyvel         | Jimmy Zámbó               | [ 3 ]  |
| 22 stycznia     | Karácsony Jimmyvel         | Jimmy Zámbó               | [ 4 ]  |
| 29 stycznia     | Dalban mondom el           | Jimmy Zámbó               | [ 5 ]  |
| 5 lutego        | Dalban mondom el           | Jimmy Zámbó               | [ 6 ]  |
| 12 lutego       | Dalban mondom el           | Jimmy Zámbó               | [ 7 ]  |
| 19 lutego       | Agyarország                | Tankcsapda                | [ 8 ]  |
| 26 lutego       | Agyarország                | Tankcsapda                | [ 9 ]  |
| 5 marca         | Agyarország                | Tankcsapda                | [ 10 ] |
| 12 marca        | Agyarország                | Tankcsapda                | [ 11 ] |
| 19 marca        | Agyarország                | Tankcsapda                | [ 12 ] |
| 26 marca        | Agyarország                | Tankcsapda                | [ 13 ] |
| 2 kwietnia      | 1958–2001                  | Jimmy Zámbó               | [ 14 ] |
| 9 kwietnia      | Csak a jók mennek el       | Jimmy Zámbó               | [ 15 ] |
| 16 kwietnia     | Csak a jók mennek el       | Jimmy Zámbó               | [ 16 ] |
| 23 kwietnia     | Csak a jók mennek el       | Jimmy Zámbó               | [ 17 ] |
| 30 kwietnia     | Pokoli lecke               | Ganxsta Zolee és a Kartel | [ 18 ] |
| 7 maja          | Pokoli lecke               | Ganxsta Zolee és a Kartel | [ 19 ] |
| 14 maja         | Pokoli lecke               | Ganxsta Zolee és a Kartel | [ 20 ] |
| 21 maja         | Tovább is van, mondjam még | Sub Bass Monster          | [ 21 ] |
| 28 maja         | Tovább is van, mondjam még | Sub Bass Monster          | [ 22 ] |
| 4 czerwca       | Tovább is van, mondjam még | Sub Bass Monster          | [ 23 ] |
| 11 czerwca      | Tovább is van, mondjam még | Sub Bass Monster          | [ 24 ] |
| 18 czerwca      | Tovább is van, mondjam még | Sub Bass Monster          | [ 25 ] |
| 25 czerwca      | Exciter                    | Depeche Mode              | [ 26 ] |
| 2 lipca         | Exciter                    | Depeche Mode              | [ 27 ] |
| 9 lipca         | Tovább is van, mondjam még | Sub Bass Monster          | [ 28 ] |
| 16 lipca        | Exciter                    | Depeche Mode              | [ 29 ] |
| 23 lipca        | Exciter                    | Depeche Mode              | [ 30 ] |
| 30 lipca        | Exciter                    | Depeche Mode              | [ 31 ] |
| 6 sierpnia      | Minden út romába vezet     | Füstifecskék              | [ 32 ] |
| 13 sierpnia     | Flúgos futam               | Irigy Hónaljmirigy        | [ 33 ] |
| 20 sierpnia     | Flúgos futam               | Irigy Hónaljmirigy        | [ 34 ] |
| 27 sierpnia     | Flúgos futam               | Irigy Hónaljmirigy        | [ 35 ] |
| 3 września      | Flúgos futam               | Irigy Hónaljmirigy        | [ 36 ] |
| 10 września     | Flúgos futam               | Irigy Hónaljmirigy        | [ 37 ] |
| 17 września     | Flúgos futam               | Irigy Hónaljmirigy        | [ 38 ] |
| 24 września     | Flúgos futam               | Irigy Hónaljmirigy        | [ 39 ] |
| 1 października  | Flúgos futam               | Irigy Hónaljmirigy        | [ 40 ] |
| 8 października  | A reklám után              | Republic                  | [ 41 ] |
| 15 października | Így alakult                | Zorán                     | [ 42 ] |
| 22 października | Így alakult                | Zorán                     | [ 43 ] |
| 29 października | Moulin Rouge!              | muzyka filmowa            | [ 44 ] |
| 5 listopada     | Bilincs a szívemen         | Nagyecsedi Fekete Szemek  | [ 45 ] |
| 12 listopada    | Bilincs a szívemen         | Nagyecsedi Fekete Szemek  | [ 46 ] |
| 19 listopada    | A harmonikás               | Márió                     | [ 47 ] |
| 26 listopada    | A harmonikás               | Márió                     | [ 48 ] |
| 3 grudnia       | A harmonikás               | Márió                     | [ 49 ] |
| 10 grudnia      | A harmonikás               | Márió                     | [ 50 ] |
| 17 grudnia      | A harmonikás               | Márió                     | [ 51 ] |
| 24 grudnia      | A harmonikás               | Márió                     | [ 52 ] |